# Electronic Discrete Variable Automatic Computer

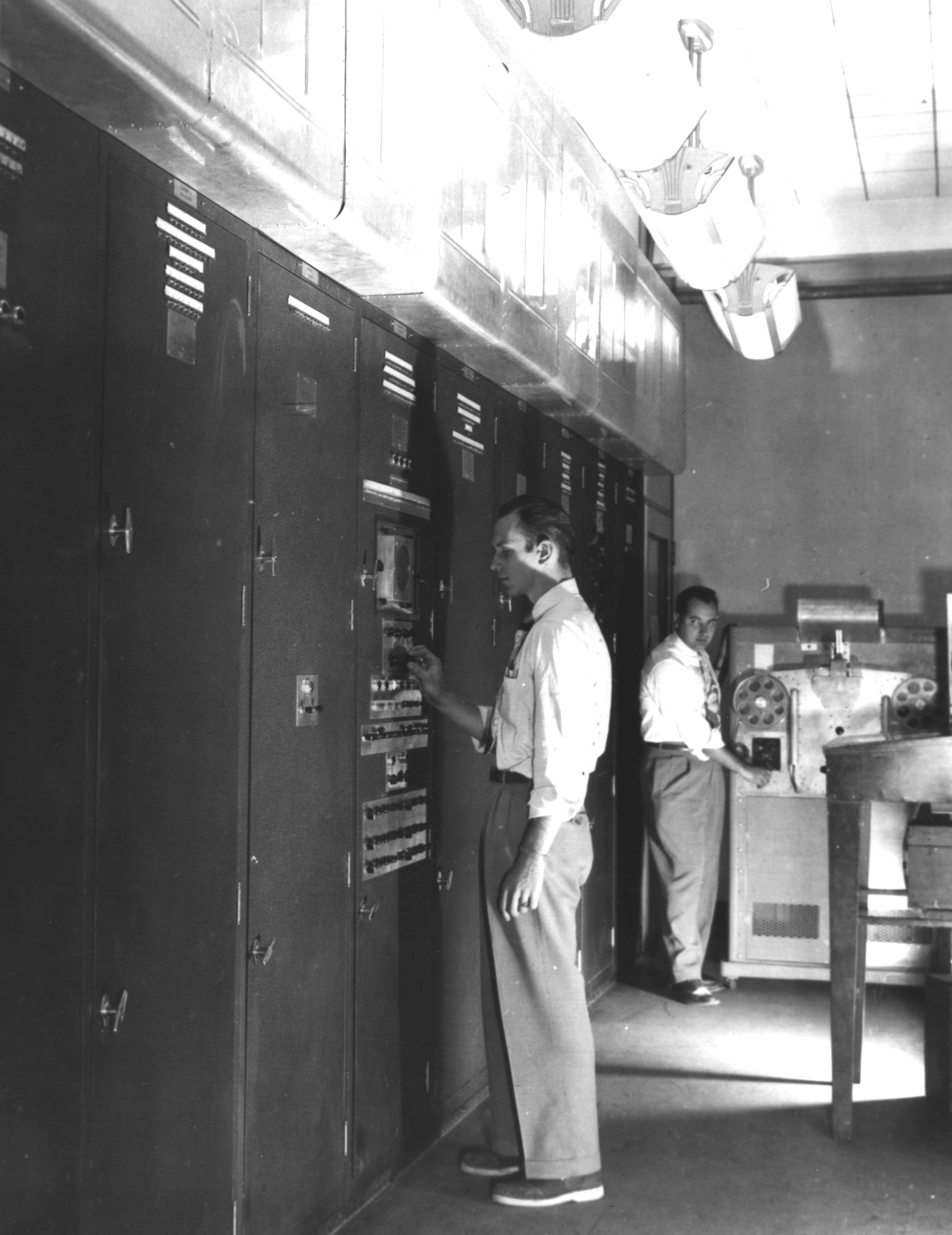
Der EDVAC

Der Electronic Discrete Variable Automatic Computer (EDVAC) ist ein von J. Presper Eckert und John W. Mauchly (beide aus der ENIAC-Gruppe) konstruierter Computer aus den späten 40er Jahren. Die entscheidende Neuerung des EDVAC gegenüber früheren Rechenmaschinen wie dem ENIAC oder dem ASCC bestand darin, die Befehle des Programms wie die zu verarbeitenden Daten zu behandeln, sie binär zu kodieren und im internen Speicher zu verarbeiten. Dieses Konzept wird heute als Von-Neumann-Architektur bezeichnet und wurde erstmals in einem internen Papier während der Entwicklung des EDVAC von John von Neumann beschrieben („First Draft of a Report on the EDVAC“). Es ermöglichte gegenüber Programmen auf einem externen Lochstreifen eine sehr viel schnellere Verarbeitung.
Der EDVAC wurde bis 1960 stets weiterentwickelt. Schließlich war es möglich, ihn bis zu 20 Stunden pro Tag zuverlässig zu betreiben.